# テネシー州出身の人物一覧
『テネシー州出身の人物一覧』ではテネシー州出身の著名人についての記事を姓の50音順に配列している。

## あ行
- アッシャー - 歌手
- チェット・アトキンス - ミュージシャン(ギタリスト)
- クレー・アリソン - 西部開拓時代の無法者
- ルーサー・イングラム - ソウル歌手[1]
- ジェイソン・ウィッテン - アメリカンフットボール選手
- カーク・ウェイラム - サックス奏者
- デビッド・ウェザース - 野球選手
- デビッド・ウエスト - 野球選手
- ウィリアム・ウォーカー - 冒険家・元ニカラグア大統領
- チェーズ・オーエンズ - プロレスラー
- ランディ・オートン - プロレスラー
- グレッグ・オールマン - ロック・ミュージシャン
- デュアン・オールマン - ロック・ミュージシャン

## か行
- フィル・ガーナー - 野球選手・監督
- マイク・ガーバー - 野球選手
- エステス・キーフォーヴァー - 政治家
- デビッド・キャッシュ - プロレスラー
- キングス・オブ・レオン - バンド（全メンバー）
- リタ・クーリッジ - 歌手
- ジニファー・グッドウィン - 女優
- オールド・マン・クラントン - 西部開拓時代の牧場主
- デイヴィッド・クロケット - 軍人・政治家
- マシンガン・ケリー - ギャング
- アルバート・ゴア・シニア - 政治家
- テリー・ゴディ - プロレスラー

## さ行
- マイリー・サイラス- 歌手
- ジョン・ローレンス・シーゲンソーラー - ジャーナリスト
- グレン・ジェイコブズ - 政治家
- マイケル・ジェッター - 俳優
- クイントン・"ランペイジ"・ジャクソン - 格闘家
- ジェフ・ジャレット - プロレスラー
- ブッカー・T・ジョーンズ - オルガニスト、ソングライター、プロデューサー
- ケイヴ・ジョンソン - 政治家
- クライド・スタブルフィールド - 音楽家、ドラマー
- ターキー・ステアーンズ -  野球選手 (アメリカ野球殿堂表彰者)
- アンドリュー・スティーヴンス - 映画監督

## た行
- ティナ・ターナー - 歌手
- ロスコー・タナー - テニス選手
- クエンティン・タランティーノ - 映画監督
- ドナルド・ダック・ダン - ベーシスト
- テーラー・ダンカン - 野球選手
- ジャスティン・ティンバーレイク - 歌手
- リック・デンプシー - 野球選手
- シャナン・ドハーティー - 女優
- ジェームズ（ジェイミー）・デントン-俳優

## な行
- ドン・ニックス - ミュージシャン

## は行
- パラモア - ミュージシャン (バンド)
- アンファニー・ハーダウェイ - バスケットボール選手
- ブルース・バートン - 作家、政治家
- エドワード・エマーソン・バーナード - 天文学者
- トーマス・ハーンズ - ボクサー
- ジョージ・ハミルトン - 俳優、映画プロデューサー
- トマス・ハリス - 作家
- コーデル・ハル - 政治家
- スティーブ・フィンリー - 野球選手
- スティーヴ・フォセット - 冒険家
- アレサ・フランクリン - 歌手
- モーガン・フリーマン - 俳優
- ラス・フリーマン - ミュージシャン
- ウィリアム・フリスト - 政治家
- リック・フレアー - プロレスラー
- リサ・マリー・プレスリー - 歌手、エルヴィス・プレスリーの娘
- ベティ・ペイジ - 女優、モデル
- キャシー・ベイツ - 女優
- ハワード・H・ベーカーJr. - 政治家
- ビル・ベリチック - NFL ニューイングランド・ペイトリオッツのヘッドコーチ
- ウィリアム・ベル - ソウル歌手
- トッド・ヘルトン - 野球選手
- エリザベス・ボールデン - かつて長寿世界一だった人物
- ロドニー・ボルトン - 野球選手
- モーリス・ホワイト - ミュージシャン
- レジー・ホワイト - アメリカンフットボール選手

## ま行
- リー・マクフェイル - MLBアメリカンリーグ会長 (アメリカ野球殿堂表彰者)
- デイヴィッド・マッケンドリー・キー - 政治家
- ビル・マドロック - 野球選手
- マイリー・サイラス -シンガーソングライター、女優

## や行
- ビンセント・ヤーブロー - バスケットボール選手

## ら行
- ウォルター・ラング - 映画監督
- トミー・リッチ - プロレスラー
- ウィルマ・ルドルフ - 陸上競技選手
- ジョン・レーガン - 政治家
- J・J・レディック - バスケットボール選手、指導者
- ジェリー・ローラー - プロレスラー
- トレバー・ローレンス - アメリカンフットボール選手
- オスカー・ロバートソン - バスケットボール選手